# Bala Hissar (Kabul)
La fortezza di Bala Hissar (in pashto: قلعه بالاحصار, letteralmente "forte alto") è un complesso fortificato posto a sud della capitale afghana, Kabul. La data stimata della sua costruzione è da situarsi tra il V ed il VI secolo. Bala Hissar si trova a sud del moderno centro cittadino di Kabul, sul culmine del monte Kuh-e-Sherdarwaza. Le sue mura hanno un'altezza di circa 6 metri e sono spesse 3,7 metri; esse iniziano presso la fortezza, seguono la cresta montuosa e giungono fino al fiume, difendendo così anche la capitale da aggressioni esterne. Dispone di una serie di cancelli per l'accesso alla fortezza ed al territorio della città, il più importante dei qual è la Kōh-e Shēr Darwāzah (porta del leone).
La Bala Hissar era originariamente divisa in due parti: la fortezza bassa, contenente le stalle, le caserme e tre palazzi reali per la residenza dell'emiro in loco, e la fortezza alta che ospitava l'arsenale e le prigioni di Kabul.

## Storia

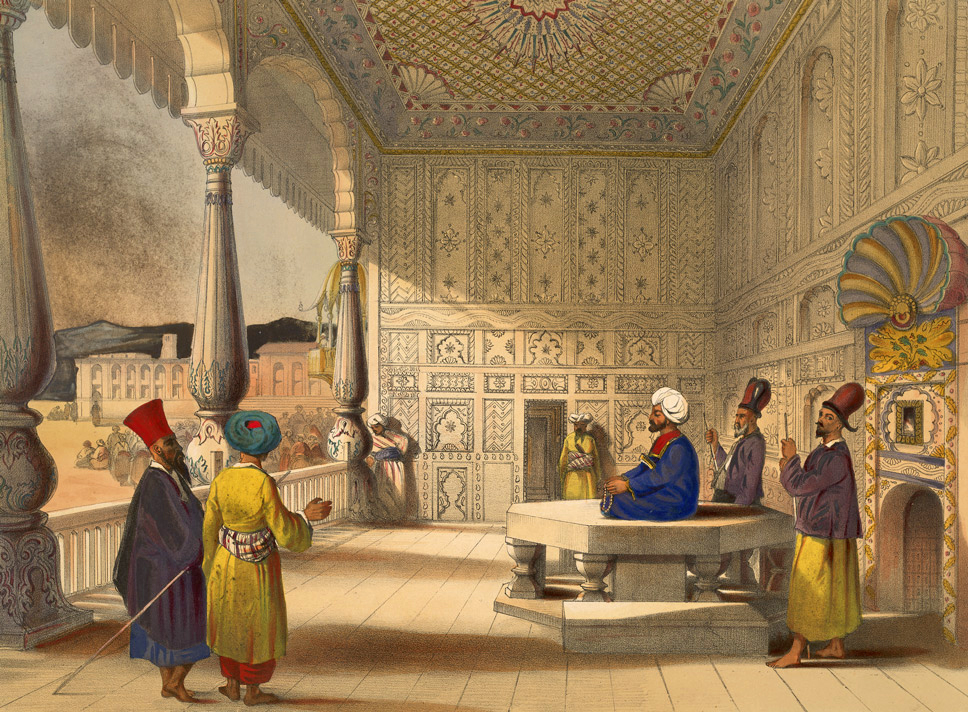
Lo Shah Shuja Durrani, l'ultimo regnante dell'Impero durrani, siede nella sua corte che aveva sede nella Bala Hissar

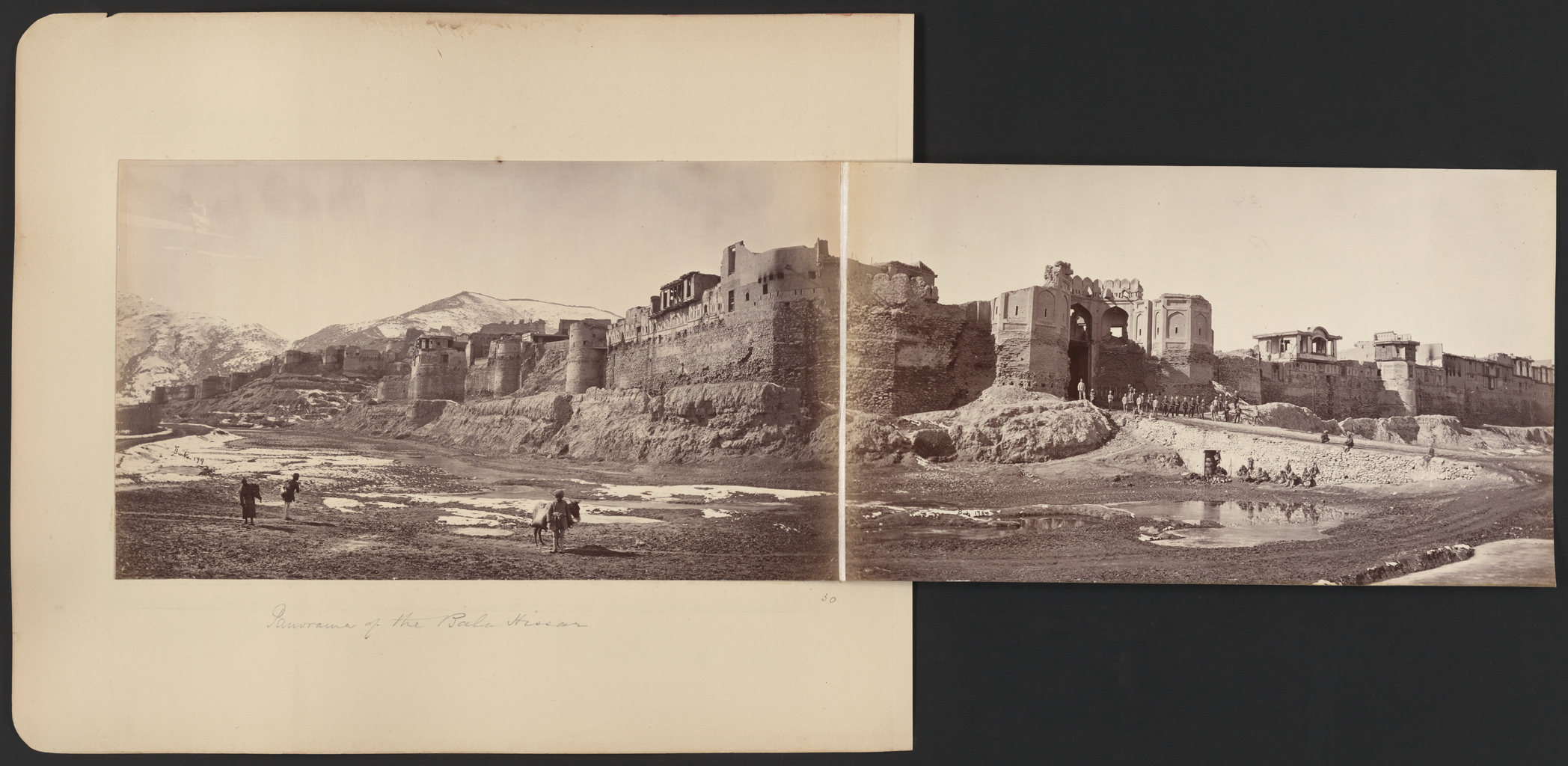
La fortezza di Bala Hissar da un album fotografico della seconda metà dell'Ottocento.

Le origini della fortezza di Bala Hissar non sono chiare. Nelle sue vicinanze sono stati ritrovati resti di vasi e oggetti dell'epoca pre-kushana, indo-greca e monete dell'Impero achemenide, il che indica la presenza di un insediamento nell'area almeno dal VI secolo d.C. L'uso del sito come cittadella è datato però già al V secolo secondo alcuni.
Le prime informazioni di attività belliche nell'area risalgono al periodo moghul. La fortezza fu assediata e conquistata da Babur, fondatore dell'Impero moghul, nel 1504. Dopo che Akbar succedette a suo padre ed ebbe consolidato il suo governo su Kabul, la Bala Hissar divenne la prima residenza del subahdar (governatore) della regione di Kabul. Sotto i moghul, il sito si sviluppò in un palazzo-fortezza, comparabile per grandezza con quelli presenti nelle capitali moghul di Agra e Lahore. Le mura esterne della fortezza vennero rafforzate e l'area del sito venne espansa. L'imperatore Jahangir fece demolire diverse strutture e costruire nuovi palazzi, sale per le udienze e una charbagh. Suo figlio e successore Shah Jahan, prima della sua ascesa al trono, costruì per sé un quartiere che gli valse l'ammirazione di Jahangir. Come imperatore, Shah Jahan risiedette alla Bala Hissar durante la guerra moghul-safavide (1649-1653). Aurangzeb, successore di Shah Jahan, vi costruì una moschea.
Dopo che i moghul ebbero perduto Kabul, la fortezza venne abbandonata, passando nelle mani dei persiani e poi dei durrani, sino all'ascesa al trono afghano da parte di Timur Shah Durrani. Dopo aver spostato la capitale dell'impero a Kabul, Timur riportò in uso la fortezza e vi ricostruì il palazzo presente, utilizzando la parte superiore come arsenale e prigione di stato. Il suo successore Shah Shuja Durrani sviluppò ulteriormente la fortezza. Le strutture erette dai durrani andarono a rimpiazzare le più antiche strutture moghul.

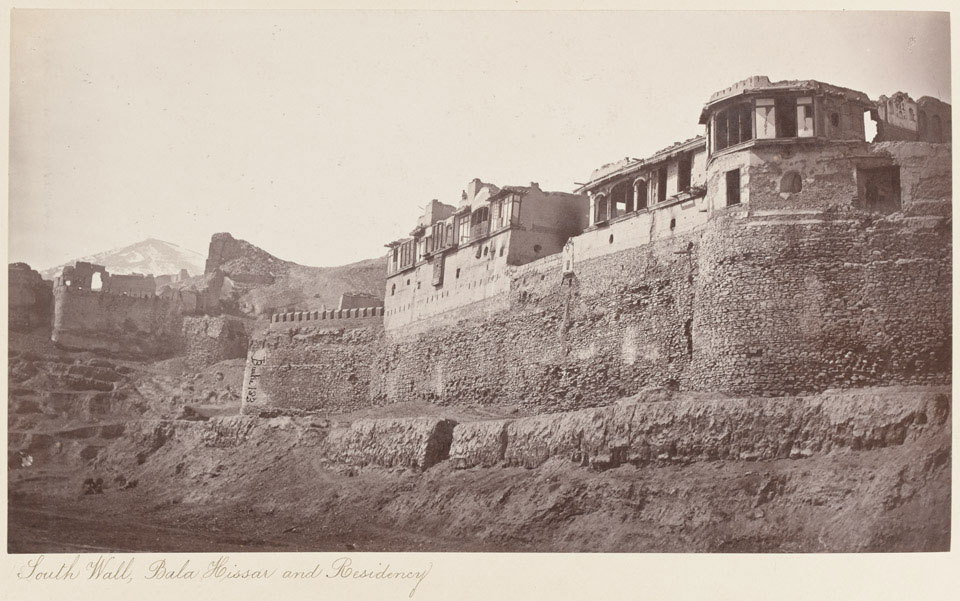
La fortezza e parte dei palazzi in essa presenti in un'immagine del 1879

Come principale struttura di difesa di Kabul, la Bala Hissar fu luogo dei principali eventi della prima (1838–1842) e della seconda guerra anglo-afghana (1878–1880). L'ambasciatore inglese a Kabul, sir Pierre Louis Napoleon Cavagnari venne ucciso nel forte nel settembre del 1879 durante un ammutinamento locale, dando così il via alla seconda fase della seconda guerra anglo-afghana. La struttura venne pesantemente danneggiata nel corso della seconda guerra anglo-faghana quando esplose l'arsenale in essa presente. L'ufficiale britannico Frederick Roberts era intenzionato a demolire completamente il complesso, ma alla fine preferì fortificarlo e rafforzarlo nella primavera del 1880, alcuni mesi prima che gli inglesi lasciassero l'Afghanistan. Roberts ordinò però di radere al suolo alcune strutture risalenti all'epoca moghul e durrani nella fortezza, per cui è rimasto ben poco della struttura originaria.
Negli anni '90 dell'Ottocento, la fortezza cessò di rivestire importanza militare e venne abbandonata.

### XX secolo

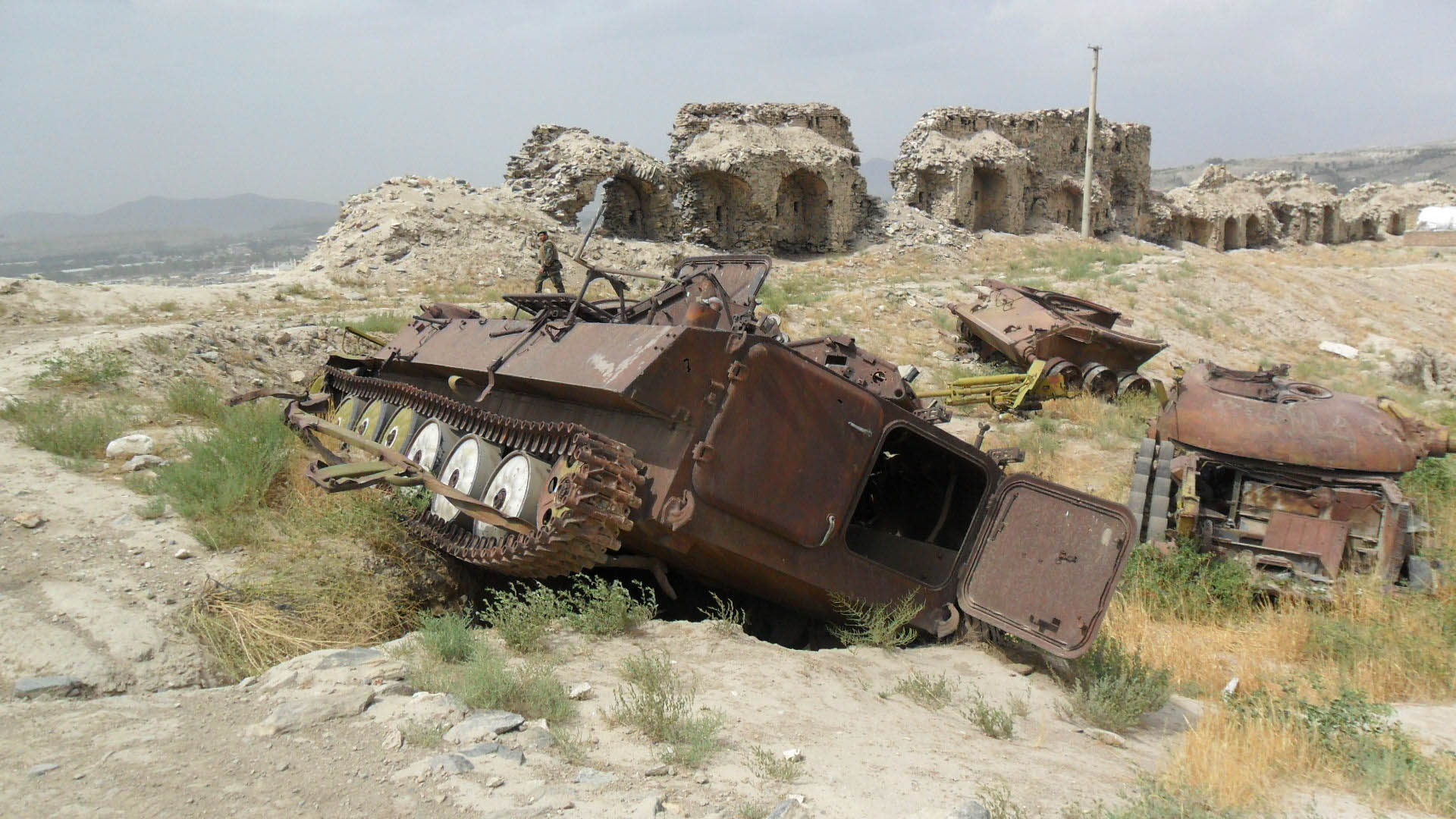
La parte superiore della Bala Hissar coi resti di vecchi mezzi militari abbandonati

Il 5 agosto 1979 vi fu organizzata una rivolta, nota come rivolta di Bala Hissar, da parte di gruppi anti-governativi, che venne soppressa e si concluse con l'arresto e l'esecuzione di dieci persone.
La Bala Hissar divenne nuovamente punto focale di un conflitto fra fazioni durante la guerra civile afghana nel 1994, tra i seguaci di Ahmad Shah Massoud e quelli di Gulbuddin Hekmatyar. Gran parte della fortezza venne nuovamente danneggiata.
Prima che i talebani prendessero possesso di Kabul e dell'Afghanistan, l'area era stata affidata alla 55ª divisione dell'esercito afghano e sulla sua sommità si possono ancora oggi trovare resti di veicoli militari.

### La fortezza di Bala Hissar oggi

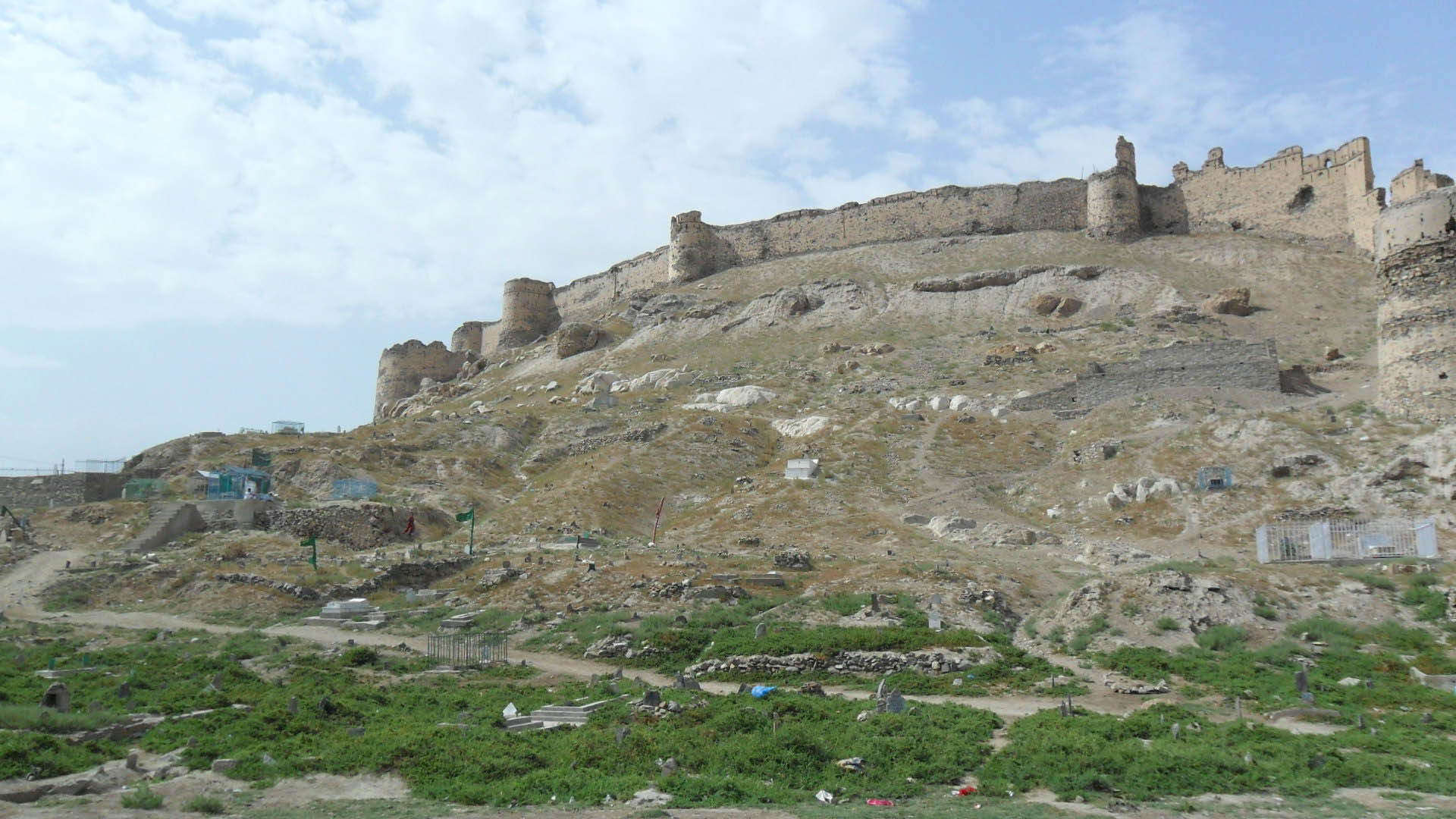
La fortezza di Bala Hissar ed il cimitero sottostante

La fortezza ad oggi è circondata da quintali di detriti e materiali da costruzione, derivati di anni di distruzioni e ricostruzioni. Sulla sua sommità si trovano ancora oggi resti di veicoli e di armi dei conflitti dell'ultimo trentennio. Gran parte della parte collinare su cui sorge la fortezza è costellata da tunnel e magazzini sotterranei, mentre la parte epigea presenta numerose trincee. Il sito della fortezza è stato occupato dalle truppe statunitensi e da civili afghani all'epoca dell'Operation Enduring Freedom.
Il 2 febbraio 2021, il ministro della cultura e dell'informazione afghano, Mohammad Tahir Zuhair, ha siglato un concordato con l'Aga Khan Trust for Culture per il restauro ed il consolidamento delle mura del forte, oltre a dichiarare l'intenzione di istituirvi un parco archeologico aperto al pubblico. L'India ha stanziato fondi per 1.000.000 di dollari per il progetto trattandosi anche del retaggio della propria cultura, per quanto posto fuori dai confini nazionali.